# لقمه‌ماهی نواری
لقمه‌ماهی نواری (نام علمی: Urolophus cruciatus) نام یک گونه از سرده دم‌تاجی‌ها است.